# Hydrillodes pseudomorosa
Hydrillodes pseudomorosa är en fjärilsart som beskrevs av Embrik Strand 1920. Hydrillodes pseudomorosa ingår i släktet Hydrillodes och familjen nattflyn. Inga underarter finns listade i Catalogue of Life.